# Kordell Stewart
Pour les articles homonymes, voir Stewart.
(en) Statistiques sur pro-football-reference
Kordell Stewart (né le 16 octobre 1972 à La Nouvelle-Orléans) est un joueur américain de football américain, évoluant au poste de quarterback.

## Carrière

### Université
Stewart entre à l'université du Colorado en 1991 et commence à jouer pour l'équipe des Buffaloes. Il  commence à faire parler de lui, notamment le 5 septembre 1992, où il est nommé titulaire, contre les Rams de Colorado State, alors qu'il est sophomore ; il parcourt 406 yards à la passe lors de ce même match, battant le record de l'école. Il devient l'un des quarterback les plus prolifiques de l'histoire de l'établissement, établissant de multiples records à son poste.
Un autre match fabuleux de la carrière universitaire de Stewart est le 24 septembre 1994 face aux Wolverines du Michigan. Alors que le score est de 26-21 en faveur du Michigan et qu'il reste six secondes de jeu, l'attaque du Colorado tente un Hail Mary (stratégie de jeu qui consiste à ce que l'ensemble des joueurs offensifs, sauf ligne offensive et quarterback, se projettent vers l'avant pour récupérer une passe dans la end-zone). Stewart tente cette passe qui est récupérée par Michael Westbrook, inscrivant un touchdown sur passe de soixante-quatre yards et permettant aux Buffaloes de s'imposer 27-26. Ce match sera surnommé le Miracle du Michigan (The Miracle at Michigan).
En quatre ans, Stewart réussit 58,1 % de ses passes, parcourant 6481 yards et donnant trente-trois passes pour touchdown et dix-neuf interceptions.

### Professionnel
Kordell Stewart est sélectionné au deuxième tour du draft de la NFL de 1995 par les Steelers de Pittsburgh, au soixantième choix. Stewart évolue à un poste de quarterback remplaçant lors de ses deux premières saisons professionnelles, derrière Neil O'Donnell et Mike Tomczak en 1995 et Tomczak et Jim Miller en 1996. En décembre 1996, contre les Panthers de la Caroline, il inscrit un touchdown sur course de quatre-vingt yards, établissant un nouveau record du plus long touchdown sur course pour un quarterback. En 1997, il est nommé quarterback titulaire et dispute l'ensemble des matchs de la saison à ce poste. Il envoie son équipe en playoffs et Pittsburgh s'incline en finale de conférence AFC face aux Broncos de Denver. Avant le début de la saison 1998, le coordinateur offensif des Steelers, Chan Gailey, est remplacé par Ray Sherman, changeant le système offensif. De plus, le meilleur receveur de l'équipe, Yancey Thigpen, est résilié lors de la off-season. Cela entraîne le début de deux saisons difficiles pour Pittsburgh, qui ne se qualifie pas pour les playoffs.
En 2000, l'entraîneur Bill Cowher nomme Kent Graham au poste de titulaire au début de la saison. Lorsque Graham se blesse, Pittsburgh affiche le score médiocre de 1-3. Stewart remplace Graham et parvient à relever son équipe, qui finit avec un 9-7, manquant toutefois les playoffs. Après trois saisons sans playoffs, les Steelers parviennent enfin à revenir dans la seconde partie du championnat lorsqu'il termine avec un score de 13-3 la saison régulière ; Stewart fait d'ailleurs la meilleure saison de sa carrière, parcourant plus de 3000 yards à la passe et réussissant plus de 60 % de ses passes. Il est élu au Pro Bowl à la fin de la saison. Stewart commence la saison 2002 comme titulaire mais laisse sa place après le troisième match à Tommy Maddox à cause d'un début de saison décevant. Il est résilié dès la saison achevée.
Stewart signe, en 2003, avec les Bears de Chicago où il est propulsé au rang de titulaire. Cependant, il déçoit à ce poste et est remplacé par Chris Chandler. Il revient durant la mi-saison mais les entraîneurs misent sur le jeune Rex Grossman pour les derniers matchs de la saison. Stewart est libéré dès la fin de saison. En 2004, il arrive chez les Ravens de Baltimore pour faire figure de remplaçant de Kyle Boller. Durant la saison, il remplace, de manière inattendu, le punter Dave Zastudil et effectue cinq punts. Il sera même nommé joueur de la semaine en équipe spéciale.

## Vie personnelle
Kordell Stewart a un fils du nom de Syre, avec son ex-petite amie Tania Richardson. 
Kordell a rencontré Porsha Williams en 2009 au Luckie Lounge du centre-ville d’Atlanta.  Le 21 mai 2011, ils se sont mariés lors d’une somptueuse cérémonie. Kordell est apparu aux côtés de Porsha dans les saisons 5 et 6 des Real Housewives d'Atlanta. Kordell et Porsha ont divorcé le 22 mars 2013. Selon les premiers rapports, il n’était pas disposé à payer une pension alimentaire. 

## Palmarès
- Seconde équipe All-American 1994
- Vainqueur du Joe Greene Great Performance Award 1995
- Sélection au Pro Bowl 2002 (Saison NFL 2001)
- Joueur offensif de l'AFC 2001
- MVP des Steelers de Pittsburgh 2001
- Participation au Super Bowl XXX
- Joueur de la semaine pour l'équipe spéciale (une fois en 2004)